# Liste der Baudenkmäler in Bruckberg (Niederbayern)
Auf dieser Seite sind die Baudenkmäler in der niederbayerischen Gemeinde Bruckberg zusammengestellt. Diese Tabelle ist eine Teilliste der Liste der Baudenkmäler in Bayern. Grundlage ist die Bayerische Denkmalliste, die auf Basis des Bayerischen Denkmalschutzgesetzes vom 1. Oktober 1973 erstmals erstellt wurde und seither durch das Bayerische Landesamt für Denkmalpflege geführt wird. Die folgenden Angaben ersetzen nicht die rechtsverbindliche Auskunft der Denkmalschutzbehörde.
 Die Liste gibt den Fortschreibungsstand vom 22. Februar 2018 wieder und umfasst 21 Baudenkmäler.

## Baudenkmäler nach Ortsteilen

### Bruckberg
| Lage                                                                  | Objekt                              | Beschreibung | Akten-Nr.             | Bild            |
| --------------------------------------------------------------------- | ----------------------------------- | --- | --------------------- | --------------- |
| Bahnhofstraße 20 (Standort)                                           | Kleinbauernhaus                     | Mitterstallbau, eingeschossiger Steildachbau mit verschaltem oberen Giebeldreieck, im Kern 18. Jahrhundert. | D-2-74-194-2 Wikidata | Kleinbauernhaus |
| Bahnhofstraße 24; Nähe Moosburger Straße; Bahnhofstraße 22 (Standort) | Schloss Bruckberg                   | Mittelalterliche Wasserburganlage mit doppeltem Wassergraben-Ring und Bergfried, 13. /14. Jahrhundert, in der zweiten Hälfte des 18. Jahrhunderts nach Brand weitgehend erneuert: Unregelmäßige Vierflügelanlage um einen engen Innenhof, der West- und Nordflügel in dreigeschossigen Arkaden zum Innenhof geöffnet, Anlage von 1550, der Süd- und Ostflügel nach 1760 über älterem Erdgeschoss neu erbaut; südwestlich des Schlosses Bergfried über rechteckigem Grundriss, im 18. Jahrhundert verändert; nördlich Schlosskapelle, Saalbau, ursprünglich romanische Anlage zu Ehren des heiligen Johannes des Täufers, um 1450 dem heiligen Nikolaus geweiht, 1708 erneuert und im späten 18. Jahrhundert renoviert; mit Ausstattung; gegen 1780 zweiter Wassergraben trockengelegt; Ökonomiegebäude, Scheune, Ziegelmauerwerk mit Steildach, 18./19. Jahrhundert und ehemalige Stallgebäude, massiv mit Satteldach, 19./frühes 20. Jahrhundert; erhaltene Anlage des angelegten Schlossparks, Zwingergarten, ab 1725 gestaltet; Denkmal, Obelisk, 1802; südöstliche Brücke, Ziegelmauerwerk, ab 1725; Einfriedung und Mauerzüge, 18./19. Jahrhundert; erhaltene Teile der Pfeilermauer südlich des Schlosses, 18./19. Jahrhundert. | D-2-74-194-3 Wikidata | weitere Bilder  |
| Bergstraße 20 (Standort)                                              | Katholische Kirche St. Paul         | Saalkirche, Langhaus romanisch, im 15. Jahrhundert erhöht und polygonaler Chor angefügt, umlaufender Dachfries, südseitig Chorflankenturm mit Spitzbogenblenden, Spitzhelm Ende 19. Jahrhundert; mit Ausstattung. | D-2-74-194-1 Wikidata | weitere Bilder  |
| Dorfstraße 3 (Standort)                                               | Katholische Pfarrkirche St. Jakobus | Frühgotischer Chorturm, im Kern barockes Langhaus, 1910 nach Westen und um die Querarme neubarock erweitert, Gliederung durch Putzbänder, Lisenen und neubarocke Elemente, Turm mit Helm und Laterne; mit Ausstattung. | D-2-74-194-4 Wikidata | weitere Bilder  |
| Winzerstraße 7 (Standort)                                             | Bauernhaus                          | Zweigeschossiger Satteldachbau mit Traufschrot, wohl 19. Jahrhundert. | D-2-74-194-5 Wikidata | Bauernhaus      |

### Attenhausen
| Lage                     | Objekt                         | Beschreibung | Akten-Nr.             | Bild           |
| ------------------------ | ------------------------------ | --- | --------------------- | -------------- |
| Hochstraße 27 (Standort) | Katholische Kirche St. Stephan | Saalkirche, Chor und Turm spätgotisch, zweiten Hälfte 15. Jahrhundert, Langhaus um 1900 von Joseph Elsner junior, 1931 erweitert, Gliederung durch Dreieckslisenen und Dachfries am Chor, südlich Chorflankenturm mit Spitzbogenblenden und Spitzhelm; mit Ausstattung. | D-2-74-194-6 Wikidata | weitere Bilder |

### Beutelhausen
| Lage                       | Objekt                        | Beschreibung | Akten-Nr.             | Bild                          |
| -------------------------- | ----------------------------- | --- | --------------------- | ----------------------------- |
| In Beutelhausen (Standort) | Katholische Kirche St. Gallus | Saalkirche mit eingezogenem Chor und Westturm, spätgotischer Backsteinbau, 1490, im 18. und 19. Jahrhundert verändert, Turm 1908, Gliederung durch Dreieckslisenen und Dachfries am Chor, Turm in neugotischen Formen mit Geschossgliederung und Spitzhelm; mit Ausstattung. | D-2-74-194-7 Wikidata | Katholische Kirche St. Gallus |

### Bruckbergerau
| Lage                            | Objekt          | Beschreibung | Akten-Nr.              | Bild            |
| ------------------------------- | --------------- | --- | ---------------------- | --------------- |
| Jägerstraße 12 (Standort)       | Bauernhaus      | Eingeschossiger Blockbau mit Steildach, zweigeschossig zum Hof, mit Trauf- und Giebelschrot, 18./19. Jahrhundert; Scheune, Satteldachbau in Holzbauweise, teilweise Blockbau, 18./19. Jahrhundert; Nebengebäude, Backsteinbau mit Satteldach, 19. Jahrhundert. | D-2-74-194-8 Wikidata  | Bauernhaus      |
| Jägerstraße 16 (Standort)       | Kleinbauernhaus | Erdgeschossiger Satteldachbau, zum Teil offener Blockbau, mit gemauertem Stüberlvorbau, im Kern noch 18. Jahrhundert. | D-2-74-194-9 Wikidata  | Kleinbauernhaus |
| Landshuter Straße 42 (Standort) | Kapelle         | Massiver Satteldachbau mit Putzgliederung und barocken Stilelementen, wohl 18. Jahrhundert; mit Ausstattung; im östlichen Ortsbereich. | D-2-74-194-10 Wikidata | Kapelle         |

### Edlkofen
| Lage                               | Objekt  | Beschreibung                                                                                        | Akten-Nr.              | Bild    |
| ---------------------------------- | ------- | --------------------------------------------------------------------------------------------------- | ---------------------- | ------- |
| vor Ligusterstraße 4a 6 (Standort) | Kapelle | Massiver Satteldachbau mit Dachreiter, mit Eckpilaster und Putzgliederung, barock; mit Ausstattung. | D-2-74-194-11 Wikidata | Kapelle |

### Eggersdorf
| Lage                       | Objekt                                          | Beschreibung | Akten-Nr.              | Bild                                            |
| -------------------------- | ----------------------------------------------- | --- | ---------------------- | ----------------------------------------------- |
| Eggersdorf 7 (Standort)    | Katholische Kirche St. Johann Baptist mit Mauer | Saalbau mit Chorturm, im Kern wohl romanisch, Ausbau spätgotisch und barock, über dem eingezogenen Chor kleiner Turm mit Kuppelhaube; mit Ausstattung; Friedhofsmauer, Ziegelstein, wohl 18./19. Jahrhundert. | D-2-74-194-12 Wikidata | Katholische Kirche St. Johann Baptist mit Mauer |
| Nähe Eggersdorf (Standort) | Wegkapelle                                      | Massives Gebäude mit Steilsatteldach, mit Lisenengliederung, neugotisch, wohl 19. Jahrhundert. | D-2-74-194-14 Wikidata | Wegkapelle                                      |

### Engelsdorf
| Lage                    | Objekt                      | Beschreibung | Akten-Nr.              | Bild           |
| ----------------------- | --------------------------- | --- | ---------------------- | -------------- |
| Engelsdorf 2 (Standort) | Filialkirche St. Laurentius | Kleine Saalkirche mit Westturm, spätgotischer Backsteinbau, um 1490, Gliederung durch Dreieckslisenen und Dachfries, Westturm mit Steildachabschluss; mit Ausstattung. | D-2-74-194-15 Wikidata | weitere Bilder |

### Gündlkofen
| Lage                           | Objekt                | Beschreibung | Akten-Nr.              | Bild           |
| ------------------------------ | --------------------- | --- | ---------------------- | -------------- |
| Dekan-Hort-Straße 2 (Standort) | Pfarrhof              | Zweigeschossiger Walmdachbau in Blockbauweise mit umlaufendem Schrot, 1677; mit Ausstattung; Ökonomiegebäude, massiver Satteldachbau, 19. Jahrhundert. | D-2-74-194-18 Wikidata | Pfarrhof       |
| Hauptstraße 15 (Standort)      | Pfarrkirche St. Peter | Saalkirche mit eingezogenem Chor und Westturm, Rokoko-Anlage, ein Hauptwerk des Landshuter Hofmaurermeisters Johann Georg Hirschstötter, 1746–56, Gliederung durch Lisenen und Rundbogenblenden, Westturm mit rustizierter Putzgliederung, Achteckaufsatz und Zwiebelkuppel; mit Ausstattung. | D-2-74-194-17 Wikidata | weitere Bilder |

### Pörndorf
| Lage                    | Objekt                               | Beschreibung | Akten-Nr.              | Bild                                 |
| ----------------------- | ------------------------------------ | --- | ---------------------- | ------------------------------------ |
| Kirchgasse 3 (Standort) | Katholische Kirche Mariä Himmelfahrt | Saalkirche, spätgotischer Backsteinbau, Ende 15. Jahrhundert, 1663 (bezeichnet) wohl barocke Renovierung, Gliederung durch Dreieckslisenen und Dachfries, nordseitig Chorflankenturm mit quadratischem Unterbau, Achteckaufsatz und Spitzhelm; mit Ausstattung. | D-2-74-194-19 Wikidata | Katholische Kirche Mariä Himmelfahrt |
| Talstraße 2 (Standort)  | Wohnstallhaus eines Hakenhofs        | Eineinhalbgeschossiger Steildachbau, in Blockbauweise, 17./18. Jahrhundert; östlich neben der Kirche. | D-2-74-194-20 Wikidata | BW                                   |

### Reichersdorf
| Lage                       | Objekt                                   | Beschreibung | Akten-Nr.              | Bild                                     |
| -------------------------- | ---------------------------------------- | --- | ---------------------- | ---------------------------------------- |
| Reichersdorf 25 (Standort) | Katholische Kirche St. Lorenz und Ulrich | Saalkirche mit eingezogenem quadratischem Chor, gotische Anlage, 1730 barock erneuert, Gliederung durch Lisenen und Bandfries, nördlich Chorflankenturm mit Spitzhelm; mit Ausstattung. | D-2-74-194-21 Wikidata | Katholische Kirche St. Lorenz und Ulrich |

### Tondorf
| Lage                    | Objekt                         | Beschreibung | Akten-Nr.              | Bild                           |
| ----------------------- | ------------------------------ | --- | ---------------------- | ------------------------------ |
| Zeilerberg 2 (Standort) | Katholische Kirche St. Michael | Saalkirche mit Westturm, Langhaus und Turmunterbau frühgotisch, um 1300, Chor spätgotisch, Mitte 15. Jahrhundert, am Chor Gliederung durch Dreieckstreben und Dachfries, Westturm mit kurzem oktogonalem Aufsatz und Spitzhelm; mit Ausstattung; Friedhofskapelle, massiver Satteldachbau mit Dachreiter, Fassade mit Mosaikgestaltung, 1950 errichtet; mit Ausstattung. | D-2-74-194-22 Wikidata | Katholische Kirche St. Michael |

### Unterlenghart
| Lage                     | Objekt  | Beschreibung | Akten-Nr.              | Bild    |
| ------------------------ | ------- | --- | ---------------------- | ------- |
| Waldstraße 13 (Standort) | Kapelle | Ziegelbau mit Satteldach und Dachreiter, bezeichnet mit „1822“, wohl über älterem Bau errichtet; mit Ausstattung. | D-2-74-194-24 Wikidata | Kapelle |

## Ehemalige Baudenkmäler
In diesem Abschnitt sind Objekte aufgeführt, die früher einmal in der Denkmalliste eingetragen waren, jetzt aber nicht mehr. Objekte, die in anderem Zusammenhang – also z. B. als Teil eines Baudenkmals – weiter eingetragen sind, sollen hier nicht aufgeführt werden. Aktennummern in diesem Abschnitt sind ehemalige, jetzt nicht mehr gültige Aktennummern.

| Lage                                   | Objekt                   | Beschreibung                                                                         | Akten-Nr.              | Bild |
| -------------------------------------- | ------------------------ | ------------------------------------------------------------------------------------ | ---------------------- | ---- |
| Engelsdorf Engelsdorf 1 (Standort)     | Zugehörige große Scheune | Mit Halbwalmdach, bezeichnet mit „1855“.                                             | D-2-74-194-16 Wikidata | BW   |
| Unterlenghart Waldstraße 20 (Standort) | Kleinbauernhaus          | Erdgeschossiger übertünchter Blockbau mit Satteldach und Hochlaube, 17. Jahrhundert. | D-2-74-194-23 Wikidata | BW   |
| Widdersdorf Widdersdorf 28 (Standort)  | Bauernhof in Hakenform   | Erdgeschossiger übertünchter Blockbau mit Greddach, erste Hälfte 18. Jahrhundert.    | D-2-74-194-25 Wikidata | BW   |